# Behörden Spiegel
Der Behörden Spiegel ist eine monatlich erscheinende überregionale Zeitung für den Öffentlichen Dienst in Deutschland. Er wird von der ProPress Verlagsgesellschaft mbH in Bonn verlegt. Die monatliche Druckauflage beträgt laut ivw (Q1 2025) 101.000 Exemplare, wovon 61.061 als Freiexemplare verbreitet werden. 39.612 Exemplare werden verkauft, 710 Exemplare an Abonnenten, 28.683 Exemplare werden als Bordexemplare ausgewiesen.

## Profil
Der Behörden Spiegel ist eine Zeitung für den Öffentlichen Dienst in Deutschland und wird im Abonnement wie im Verkauf angeboten.
Themen aus der Kommunalverwaltung und den kommunalen Eigenbetrieben sowie über privatisierte Aufgaben der öffentlichen Hände bilden Schwerpunkte der Berichterstattung des Behörden Spiegel. Der Behörden Spiegel bietet einen Informationskanal für Entscheidungsträger auf kommunaler, Landes- und Bundesebene sowie für politische Mandatsträger, indem er Informationen und Berichte aus verschiedenen Behördenbereichen bereitstellt. Zusätzlich zu einer gedruckten Zeitung gibt es ein Online-Portal, das die Artikel des Behörden Spiegels ergänzt, sowie vier Newsletter. Zudem widmet sich der Behörden Spiegel monatlich ausgewählten Schwerpunktthemen.

## Rubriken
Die Zeitung gliedert sich in vier Bücher.

### Buch „Aktuelles Öffentlicher Dienst“
Das erste Buch des Behörden Spiegel behandelt vier wesentliche thematische Aspekte. Der erste Aspekt widmet sich der aktuellen Berichterstattung aus Bund und Ländern, mit einem besonderen Augenmerk auf die Finanzsituation. Der zweite Aspekt befasst sich mit den derzeitigen und bevorstehenden Entwicklungen in der öffentlichen Beschaffung und der E-Vergabe sowie im Vergaberecht. Im dritten Teil des Buches steht das Thema Personal im Mittelpunkt, beginnend mit der Ausbildung und den verschiedenen Facetten des Personalmanagements, über das Arbeits-, Tarif- und Beamtenrecht bis hin zur Versorgung. Der vierte Aspekt beleuchtet aktuelle Entwicklungen im Zusammenhang mit dem demografischen Wandel.
Die Rubriken im Einzelnen:
- Aktuelles Öffentlicher Dienst
- Bund
- Länder
- Finanzen
- Beschaffung / Vergaberecht
- Diplomaten Spiegel

### Buch „Kommunen“
Das zweite Buch beschäftigt sich mit dem Thema Kommunen, einschließlich deren finanzieller Situation. Es werden Themen wie Wasserver- und -entsorgung, Energiewirtschaft und erneuerbare Energien, Straßen- und Gebäudeinfrastruktur, Wohnungswirtschaft und Facility-Management sowie Winterdienst und die Aufrechterhaltung der kommunalen Ordnung behandelt.
Die Rubriken im Einzelnen:
- Kommunalpolitik
- Vakanzen (Stellenangebote)
- Kommunaler Haushalt
- Kommunalwirtschaft
- Kommunale Infrastruktur
- Kommunale Ordnung

### Buch „Verwaltungsmodernisierung“
Das dritte Buch behandelt die digitale Transformation der öffentlichen Verwaltung. Es werden Überlegungen angestellt, wie der Einsatz von Informations- und Kommunikationstechnologien gestaltet werden sollte, um Organisationsstrukturen und Prozesse zu optimieren. Darüber hinaus werden Fragen zur Sicherheit der eingesetzten Technologien behandelt. In diesem Teil des Buches werden verschiedene Themen diskutiert, darunter IT und IT-Sicherheit, Open Data, Cloud Computing und Geodaten sowie der Einsatz und die Ausstattung kommunaler Rechenzentren. Auch moderne digitale Büroprozesse sowie Aspekte wie Endpoint- und Applikationssicherheit, Data Leakage Prevention und Compliance werden erörtert.
Die Rubriken im Einzelnen:
- Informationstechnologie
- IT-Sicherheit

### Buch „Sicherheit & Verteidigung“
Das vierte Buch steht ganz im Zeichen von Polizei, Feuerwehr und Rettungsdiensten und der Bundeswehr. Inhaltlich stehen u. a. die Gefahrenabwehr im In- und Ausland, die Kommunikation der Sicherheitsbehörden untereinander mit Digitalfunk und Leitstellentechnik, das Thema Ausbildung, Simulation und Führung sowie die Herausforderungen an Mannschaften und Geräten, insbesondere Fahrzeugen bei allen Institutionen im Mittelpunkt.
Die Rubriken im Einzelnen:
- Innere Sicherheit
- Katastrophenschutz
- Verteidigung
- Wehrtechnik

## Hörformate
In vier Podcasts behandelt der Behörden Spiegel Trends, Themen und Aufgaben des Öffentlichen Dienstes:
- Der Public Sector Insider bietet wöchentlich Interviews, Hintergrundrecherchen und Kommentare zu Themen aus dem öffentlichen Sektor.
- Im Public Sector Insider Stichwort werden in drei Minuten Digitalthemen behandelt. Dafür werden Interviewpartner aus Wirtschaft, Forschung und Verwaltung befragt.
- Bei den Voices in Defence geht es zweimal monatlich um Verteidigung, Wehrtechnik und die Menschen dahinter.
- Unter dem Titel 21Staatskunst diskutieren Thomas Losse-Müller und wechselnde Gäste Fragen politischer Gestaltung.

## Newsletter
Der Behörden Spiegel bietet mehrere Newsletter an, die als digitale Zeitung versendet werden.
- Digitaler Staat und Cyber Security
- Netzwerk Sicherheit
- Rettung. Feuer. Katastrophe
- Verteidigung. Streitkräfte. Wehrtechnik
- Stadt. Land. News.

Darüber hinaus werden weitere Newsletter, Teils in Kooperation mit externen Partnern, angeboten.

## Weitere Geschäftsfelder
Der Behörden Spiegel veranstaltet Kongresse, Tagungen und über eine Tochtergesellschaft jährlich etwa 252 Seminare. Dazu zählen unter anderem die Berliner Sicherheitskonferenz, der Europäische Polizeikongress, der Digitale Staat sowie die Public-IT-Security.

### Kongresse und Tagungen
Der Behörden Spiegel führt entlang des Themenspektrums des Öffentlichen Dienstes eine Reihe von Kongressen und Tagungen durch.
Die Kongresse im Einzelnen:
- Baden-Württemberg 4.0
- Berlin Security Conference
- Bundeskongress Kommunale Ordnung
- Bundeskongress Kommunale Verkehrssicherheit
- Digitaler Staat
- Digitale Verwaltung Rheinland-Pfalz
- e-nrw-Kongress
- Europäischer Polizeikongress
- IT-Sicherheitstag Sachsen
- PITS - Public-IT-Security
- Zukunftskongress Bayern

### Seminare, Aus- und Fortbildungen
Der Behörden Spiegel veranstaltet durch seine Tochtergesellschaft ProSeminaris Berlin, Behörden Spiegel-Gruppe GmbH unter den Marken Führungskräfte Forum und CAk Cyber Akademie Seminare, Webinare und Workshops für den Öffentlichen Dienst. Die Veranstalterin nennt als Ziel, „das Leistungspotenzial der Mitarbeiter zu erhalten und zu erweitern, die breite dienstliche Verwendbarkeit zu sichern sowie die Qualität und Flexibilität“ der Verwaltung zu erhöhen. Zusätzlich sollen die Seminare als Plattform für den Erfahrungsaustausch der Teilnehmer untereinander dienen.

## NeueStadt.org
NeueStadt.org ist eine Veranstaltungsplattform des Behörden Spiegel, auf der Themen rund um die kommunale Infrastruktur diskutiert werden. In Form einer Online-Podiumsdiskussion werden mit Vertretern aus Kommunalpolitik, Wirtschaft und Verwaltung verschiedene kommunale Fragen erörtert. Die Teilnahme an den Veranstaltungen ist kostenlos.

## Digitaler Staat Online
Der Digitale Staat Online ist eine digitale Plattform des Behörden Spiegel für Online-Formate in den Programmschwerpunkten Digitale Verwaltung, Digitale Gesellschaft, Digitale Souveränität und Digitale Akademie.

## Behörden Spiegel-Stiftung
Die Behörden Spiegel-Stiftung ist eine gemeinnützige Organisation, die sich nach eigenen Angaben „für den gesellschaftlichen Zusammenhalt, die aktive Steuerung der demographischen Entwicklung“ und „die Integration von Zuwanderern und Menschen mit Migrationshintergrund“ einsetzt. Die Stiftung „unterstützt Maßnahmen Dritter“ und führt auch eigene Projekte durch, um diese Ziele zu erreichen. Dabei versteht sich die Stiftung „als Mediator zwischen Bürgern, Politik, Gesellschaft, öffentlicher Verwaltung und Wirtschaft“.

## Weitere Informationen
Der Bundesrechnungshof hat eine Umfrage durchgeführt, wie viele Exemplare des Behörden Spiegel kostenlos und kostenpflichtig an Bundesministerien gesendet werden und ob sich daraus eine Einzelnennung als Sponsoring im Sponsoringbericht der Bundesregierung ergibt. Bisher waren die 12.000 gelieferten kostenlosen Exemplare nach einer bereits 2014 stattgefundenen Umfrage in der numerischen Erwähnung von Sponsoringleistungen enthalten.
Weitere Veröffentlichungen des Behörden Spiegel sind fachspezifische Sonderpublikationen. So der BOS-Führer, ein Handbuch zu den Behörden und Organisationen mit Sicherheitsaufgaben (BOS) sowie das Handbuch der Militärattachés in Deutschland, das alle in Deutschland stationierten ausländischen Militärattachés aufführt. Die Heftreihe Moderne Streitkräfte behandelt die Transformation und die Ausrüstung der Streitkräfte, das Sonderheft AFCEA erscheint anlässlich einer jährlichen Fachausstellung über IT für Militär und Sicherheitsbehörden. Außerdem gibt es noch die Schriftenreihe Moderne Polizei und Fachbeiträge.